# London Metal Exchange
Il London Metal Exchange o LME è la borsa dei metalli non ferrosi più importante del mondo. La scadenza media dei futures contrattati quotidianamente è a 3 mesi, anche se vengono stabiliti anche contratti più a lungo termine come anche sul pronti. Ad oggi è considerato il punto di riferimento mondiale del proprio mercato.
Ha sede a Londra, al civico 56 di Leadenhall Street. Dal 2012 è di proprietà di Hong Kong Exchanges and Clearing, la holding della Borsa di Hong Kong.

## Storia
La London Metal Market and Exchange Company è stata fondata nel 1877 ma le prime tracce delle sue origini sono da imputare a 3 secoli prima: nel 1571 con l'apertura della Royal Exchange. Inizialmente veniva trattato solamente il rame, mentre il piombo e lo zinco sono stati aggiunti ufficialmente nel 1920. Il mercato è stato chiuso durante il secondo conflitto mondiale e riaprì dopo il 1952. Altri metalli furono aggiunti come l'alluminio nel 1978, il nickel nel 1979, le Leghe di alluminio nel 1992 mentre alcuni materiali plastici iniziarono le contrattazioni nel 2005. Il valore scambiato annualmente ammonta a circa 8 500 miliardi di dollari.

Nel 2008 è entrato nel listino l'acciaio.

## Mercati
Le contrattazioni sono esclusivamente di due tipi: inter-office, e una contrattazione verbale all'interno del Ring (circolo di poltrone dove avvengono le trattazioni del cosiddetto circolo delle grida). Le sedute di contrattazioni sono due: c'è quella della mattina (dalle 11:40 alle 13:15) e quella pomeridiana (dalle 15:10 alle 16:35 GMT) dove vengono contrattati gli otto metalli in sessioni della durata di cinque minuti ognuna alternate da dieci minuti di pausa. La seconda sessione della mattina è quella che stabilisce la quotazione giornaliera dei metalli trattati (Daily Official Exchange rates). Al termine della contrattazioni ufficiali ci sono quindici minuti di "kerb" trading (trattazioni nel dopo borsa): tutti i metalli sono trattati simultaneamente nel ring. Le trattazioni dopo borsa sono spesso chiamate semplicemente sul dopo borsa o dopo borsa (kerb). Il termine deriva dalla storia antica del mercato a termine delle materie prime quando le trattazioni dopo l'orario d'ufficio erano letteralmente condotte sul marciapiede (kerb) della strada.

Le trattazioni sono futures, options, TAPOs (un tipo di options asiatica).

Sono dodici le compagnie Ring Dealing Member che hanno l'esclusiva di trattare nel Ring e circa 100 quelle coinvolte nel mercato.
Al contrario della credenza popolare, i metalli preziosi come l'oro e l'argento non sono trattati nell'LME, ma sul mercato over the counter, inizialmente dalla New York Mercantile Exchange (NYMEX) e dalla Tokyo Commodity Exchange (TOCOM) e per ultima dalla London Bullion Market Association (LBMA) che ne fissa le quotazioni ufficiali giornaliere. Il platino ed il palladio sono invece trattati London Platinum and Palladium Market (LPPM).
I metalli minori non vengono trattati dall'LME, e le compagnie che li trattano sono riunite nella Minor Metal Trade Association.

## Membri
I membri di questo mercato sono suddivisi in cinque distinte categorie:

### Ring Dealer
I dodici Ring dealer sono gli unici ad aver il privilegio di poter contrattare all'interno del Ring. Inoltre possono operare nel mercato 24 ore attraverso le contrattazioni inter-office. Tutti questi membri sono al contempo membri del London Clearing House e della FSA.
Lista in ordine alfabetico:
1. Amalgamated Metal Trading Limited
2. Barclays Capital
3. ED & F Man Commodity Advisers Limited
4. MAREX Financial Limited
5. Metdist Trading Ltd
6. INTL FCStone Europe Ltd UK
7. Natixis Commodity Markets Limited
8. Newedge Group (UK Branch)
9. Société Générale
10. Sempra Metals Limited
11. Triland Metals Ltd
12. Sucden (UK) Limited

### Associate Broker Clearing
Gli Associate Broker Clearing (intermediari finanziari associati alla London Clearing House) hanno gli stessi diritti e privilegi dei Ring Dealer, ad eccezione del fatto che non possono contrattare all'interno del Ring:
| ADM Investor Services International Limited | Bache Commodities Limited                 |
| Banc of America Securities Ltd              | BGC International                         |
| Bear, Stearns International Ltd             | BNP Paribas Commodity Futures Limited     |
| Citigroup Global Markets Limited            | Credit Suisse Securities (Europe) Limited |
| Deutsche Bank AG                            | Dresdner Bank AG                          |
| Engelhard International Limited             | Fortis Bank Global Clearing NV            |
| Goldman Sachs International                 | HSBC Bank Plc                             |
| Investec Bank (UK) Limited                  | J.P.Morgan Securities Ltd                 |
| Koch Metals Trading Limited                 | Lehman Brothers International (Europe)    |
| Macquarie Bank Limited                      | Merrill Lynch International               |
| Mitsui Bussan Commodities Limited           | Morgan Stanley & Co. International plc    |
| Phibro Futures & Metals Limited             | Royal Bank of Canada Europe Limited       |
| Standard Bank PLC                           | Toyota Tsusho Metals Limited              |
| UBS Limited                                 |                                           |

### Associate Trade Clearing
Gli Associate Trade Clearing (Commercianti associati membri della London Clearing House) sono dei clienti che possono solamente concludere transazioni per il proprio business, e sono:
- Hunter Douglas NV
- Hydro Aluminium AS

### Associate Broker
Gli Associate Broker (intermediari finanziari associati) non sono membri della London Clearing House, ma essendo membri della FSA possono operare 24 ore tramite il mercato l'inter-office, e sono:
1. Ambrian Commodities Limited
2. Calyon SA
3. Dresdner Kleinwort Limited
4. Fortis Bank S.A./N.V.
5. Standard Chartered Bank

### Associate Trade
Gli Associate traders (venditori associati) non hanno alcun diritto, sono semplicemente clienti:
| A&M Minerals and Metals Ltd  | Alcan Trading Ltd                             | Antofagasta Minerals SA                     |
| Ashton Commodities Limited   | BHP Billiton Olympic Dam Corporation Pty Ltd. | BHP Billiton Marketing AG                   |
| Britannia Refined Metals Ltd | Chile Copper Ltd                              | DD&Co Limited                               |
| Eastern Alloys Inc           | Euromin SA                                    | Freeport McMoran Copper & Gold Inc          |
| Glencore (UK) Ltd            | GFI Securities Limited                        | Halcor SA                                   |
| Inco Ltd                     | Indumetal Recycling SA                        | LN Metals International Ltd                 |
| Metdist Ltd                  | MFC Commodities GmbH                          | Nexans Deutschland Industries GmbH & Co. KG |
| Outokumpu Oyj                | Primary Industries (UK) Ltd                   | Prysmian Cables and Systems Ltd             |
| Remetal Srl                  | Richmond Commodities Ltd                      | Rio Tinto (London) Limited                  |
| Roba Metals BV               | Simportex Ltd                                 | Tangent Trading Ltd                         |
| Teck Cominco Metals Ltd      | TRIMET Aluminium AG                           | Wilhelm Grillo Handel GmbH                  |
| Wogen Resources Ltd          | Zinifex Budel Zink                            |                                             |

## Commercio elettronico
L'LME ha lanciato ultimamente una piattaforma elettronica denominata LME Select. Essa è stata sviluppata da una software house svedese chiamata Cinnober. Tale piattaforma ha significativamente aumentato l'accesso e la condivizione del database dell'intero mercato LME.